# Застава Северне Рајне-Вестфалије
Застава немачке државе Северна Рајна-Вестфалија је хоризонтална тробојка сачињена од зелене, беле и црвене боје. Застава подсећа на обрнуту заставу Мађарске, као и на бившу заставу Ирана (Персија 1910-1980)

## Преглед и Дани Заставе
Након успостављања Северне Рајне-Вестфалије 1946. године, тробојка је први пут уведена 1948. године, али је формално усвојена тек 10. марта 1953. године. Обична варијанта тробојке се сматра грађанском заставом и државном заставом (Landesflagge), док државни органи користе државну заставу (Landesdienstflagge) која је уркшена државним грбом.
Симболи ове немачке савезне државе, представљени на грбу који се налази на застави, су река Рајна, једнорог и ружа. Северна Рајна Ведтфалија, поред Шкотске, је једина која има једнорога као националну животињу.
Сличне заставе су већ користиле покрети Цисренске републике (проглашене, али нереализоване 1797.) и Ренске републике (проглашене, али нереализоване 1923.)
Застава је комбинација две бивше провинције Пруске које чине већи део државе: Рајнске провинције и Вестфалије.
| Заставе из претходних пруских провинција: |                        |
|                                           |                        |
| Рајнска Покрајина (1822-1946)             | Вестфалија (1815-1946) |

Дани Заставе у Северној Рајни-Вестфалији
У Северној Рајни-Вестфалији постоје редовни дани заставе. Према закону о јавним заставама, одељења државе, општина, као и друге корпорације, институције и фондације по јавном праву у Северној Рајни-Вестфалији морају да обележавају ове дане. Дани као што су:
- 27. јануар, дан сећања на жртве националсоцијализма
- 1. мај, Дан Мира и међународног помирења (праник рада)
- 9. мај, Дан Европе
- 23. август, у част оснивања државе Северне Рајне-Вестфалије
- 3. октобар, Дан Немачког Јединства

## Галерија
- Бирачко тело Трира (898–1801)
- Слободни царски град Ахен (1166–1801)
- Бискупија Минстера (1770–1803)
- Цисренска република (1797.)
- Жупанија Дулмен (1803–1806)
- Аренберг (1803-1810)
- Кнежевина Салм (1802–1811)
- Велико војводство Берг (1806-1808)
- Рајнска покрајина (1822–1946)
- Покрајина Вестфалија (1815–1946)
- Кнежевина Липе (око 1858-1880)
- Кнежевина Липе (1880—1918) и Слободна држава Липе (1918-1947)
- Ренска република (1923–1924)